# Survilliers
Survilliers ist eine französische Gemeinde mit 4154 Einwohnern (Stand: 1. Januar 2022) im Département Val-d’Oise in der Region Île-de-France; sie gehört zum Arrondissement Sarcelles und zum Kanton Goussainville. Die Einwohner werden Survillois(es) genannt.

## Geographie
Survilliers liegt etwa 30 Kilometer nordnordöstlich von Paris. Umgeben wird Survilliers von den Nachbargemeinden La Chapelle-en-Serval im Norden, Plailly im Osten und Nordosten, Saint-Witz im Süden sowie Fosses im Westen.
Survilliers liegt an der Bahnstrecke Paris–Lille. Durch die Gemeinde führt die Autoroute A1.

## Bevölkerungsentwicklung
| Jahr      | 1962 | 1968 | 1975 | 1982 | 1990 | 1999 | 2006 | 2011 |
| Einwohner | 1300 | 1533 | 2727 | 3701 | 3661 | 3654 | 3703 | 3943 |

## Sehenswürdigkeiten

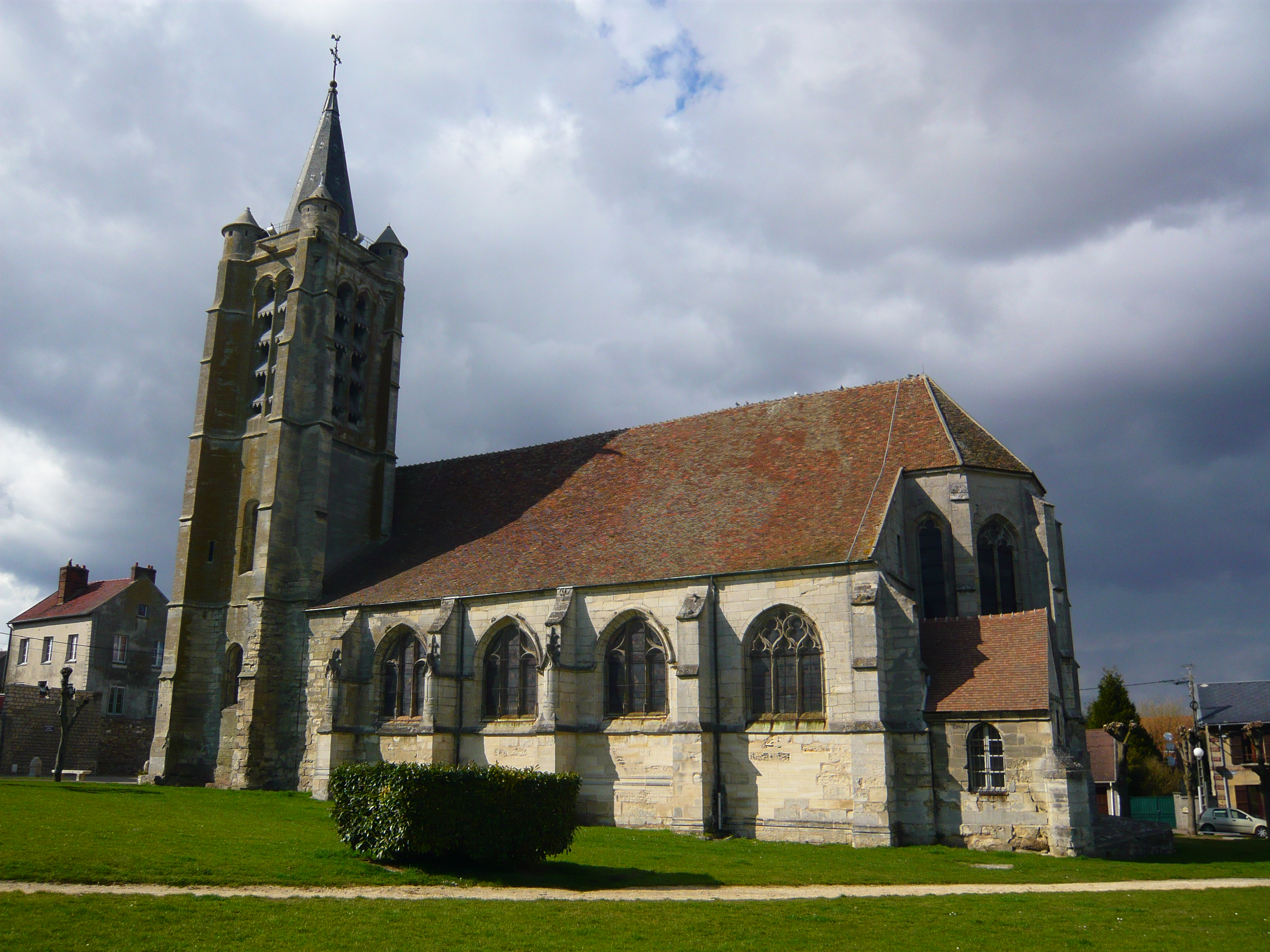
Kirche Saint-Martin

- Kirche Saint-Martin, Ende des 15. Jahrhunderts erbaut, vermutlich mit Teilen des früheren Kirchbaus, seit 1945 Monument historique
- Tiennot-Höhle, während des 12. und 13. Jahrhunderts genutzt, seit dem späten 20. Jahrhundert für Besucher geschlossen
- Taubenturm aus dem 17. Jahrhundert
- Rathaus zwischen 1903 und 1905 erbaut

## Persönlichkeiten
- Joseph Bonaparte (1768–1844), ältester Bruder Napoleon Bonapartes, Comte de Survilliers